# 宮崎県道231号美々津停車場線
宮崎県道231号美々津停車場線（みやざきけんどう231ごう みみつていしゃじょうせん）は、宮崎県日向市を通る一般県道である。

## 概要

### 路線データ
- 起点：日向市美々津町（美々津駅前）
- 終点：日向市美々津町（美々津中学校入口交差点、国道10号交点）

## 歴史
- 1959年（昭和34年）6月1日 - 宮崎県告示第226号[1]により路線認定される。当時の整理番号は47。

## 地理

### 通過する自治体
- 日向市

### 交差する道路
| 交差する道路 | 交差する場所 | 交差する場所                  |
| ------------ | ------------ | ----------------------------- |
| 国道10号     | 美々津町     | 美々津中学校入口交差点 / 終点 |

### 沿線
- JR九州日豊本線 美々津駅